# 國軍英雄館
國軍英雄館為中華民國軍人之友社開設的連鎖旅館，以中華民國國軍官兵為主要服務對象。除了住宿服務外，也附有中西餐廳、出租會議室、出租展示室等。如果是國軍現役軍人或軍眷身分入住，依照軍階大小，有一定程度折扣。目前共有10處據點，預計2024年底起暫停營業，進行建物重建轉型升級。

## 營業據點
- 臺北國軍英雄館
- 臺中國軍英雄館
- 嘉義國軍英雄館
- 臺南國軍英雄館
- 高雄國軍英雄館

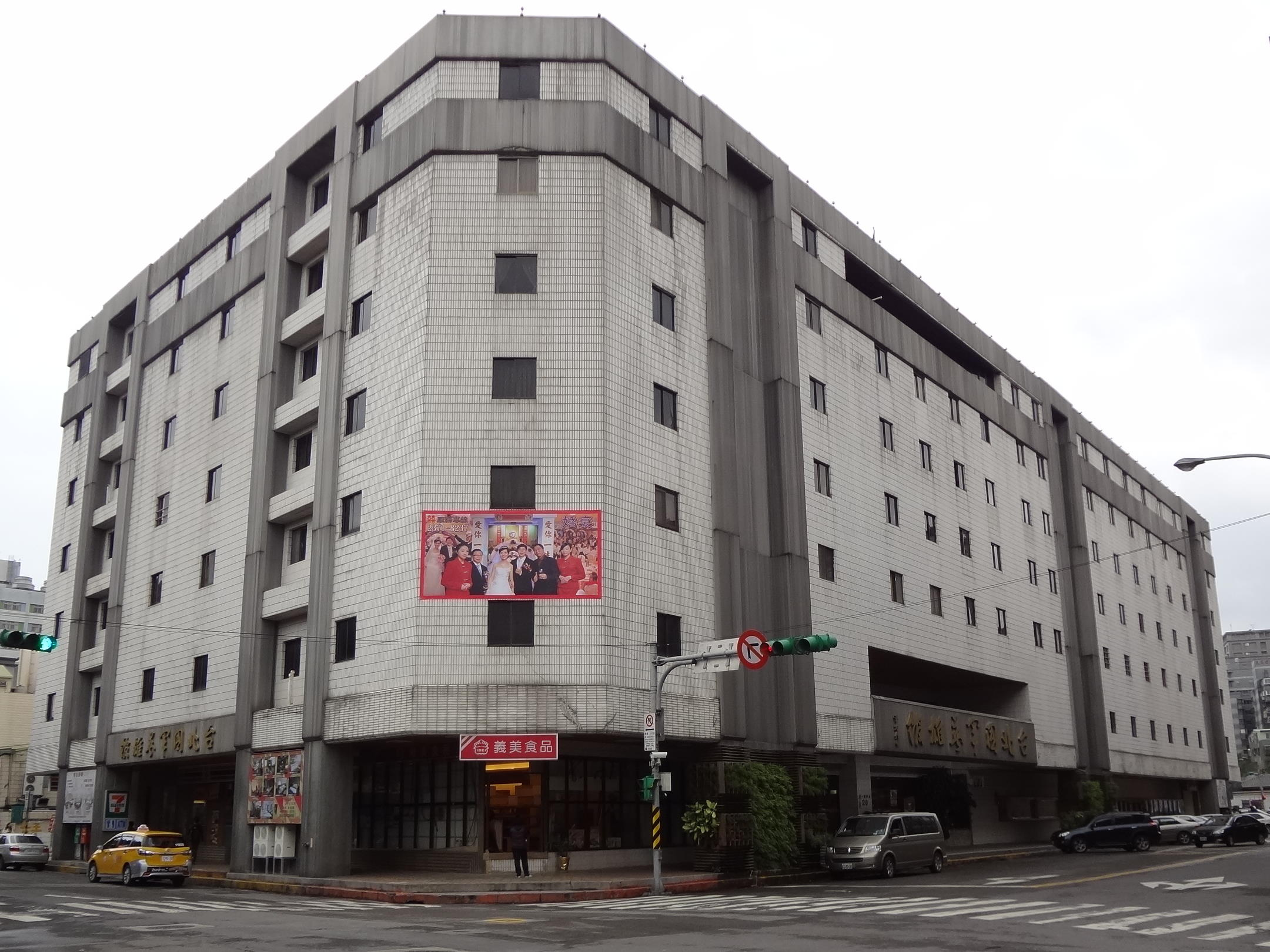
臺北國軍英雄館

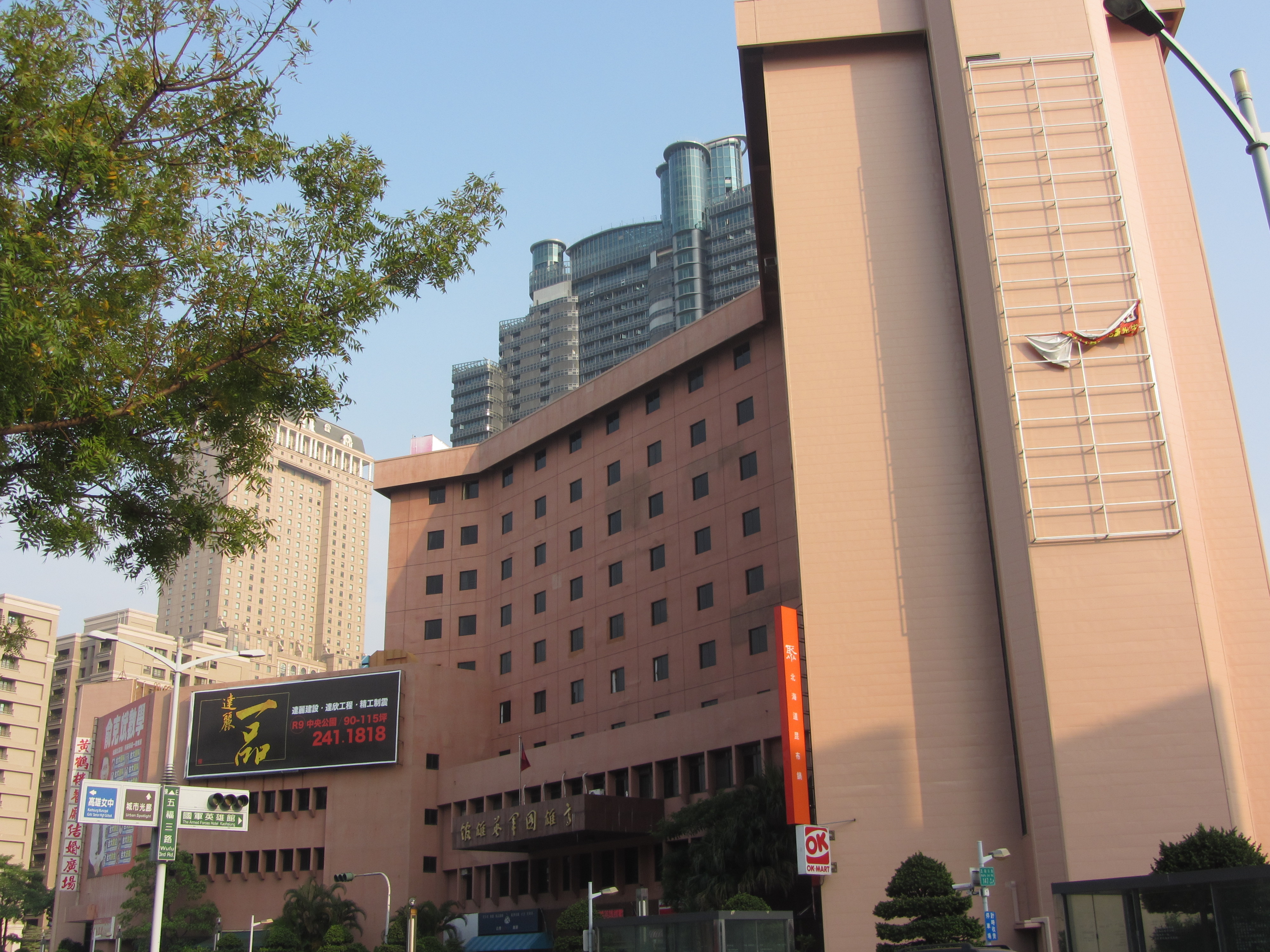
高雄國軍英雄館

- 屏東國軍英雄館（地址:屏東縣屏東市公園路28號，已於2016年12月31日拆除、土地歸還屏東縣政府[1]）
- 臺東國軍英雄館
- 花蓮國軍英雄館
- 宜蘭國軍英雄館
- 澎湖國軍英雄館
- 金門國軍招待館

## 外部連結
- 中華民國軍人之友社－國軍英雄館 （页面存档备份，存于）
- 國防部政戰資訊服務網－國軍英雄館